# Coralie Trinh Thi
Coralie Trinh Thi (Parigi, 11 aprile 1976) è un'ex attrice pornografica francese.

## Biografia
Durante la sua carriera come attrice porno, ha assunto lo pseudonimo di Coralie. È conosciuta anche per aver scritto e diretto con Virginie Despentes il film Baise moi - Scopami (2000). Ha vinto un premio Hot d'Or come migliore attrice europea nel 1996 e nel 2009 ha ricevuto un premio Hot d'Or in onore della carriera.